# Zikmund Záběhlický
D. Zikmund Jindřich Záběhlický, O.Praem. (15. července 1869, Útěchovice pod Strážištěm – 20. ledna 1943, Auschwitz) byl český římskokatolický duchovní, novoříšský premonstrát, který se stal obětí nacistického pronásledování církve. Od roku 2013 probíhá jeho beatifikační proces ve skupině novoříšských premonstrátů, umučených za druhé světové války.

## Život
Pocházel z vysočinské obce Útěchovice pod Strážištěm. Vstoupil do premonstrátského řádu v klášteře v Nové Říši na Moravě, kde přijal řeholní jméno Zikmund. Byl vysvěcen na kněze a působil jako katecheta na škole v Dolní Vilímči a později jako novoříšský farář. Na jaře roku 1942 jej ranila mrtvice a pobýval v domácím ošetřování v novoříšském klášteře. Stále ještě ve stavu nemocných zažil přepadení kláštera gestapem v podvečer 29. května 1942. Vzdor špatnému zdravotnímu stavu přežil veškeré týrání během věznění v Kounicových kolejích. Se svými spolubratry byl transportován do Auschwitzu, kam jejich transport dorazil 16. ledna 1943. Zikmund Záběhlický byl v tak špatném stavu, že ani nebyl schopen dojít do tábora a byl tedy do něj dovlečen. Po čtyřech dnech v Auschwitzu zemřel.